# Брунеј на Олимпијским играма
Брунеј се први пут појавио на Олимпијским играма 1988. године. Те године Брунеј није послао спортисте, него само једног свог званичника. Од тих игара па надаље Брунеј је на Летње олимпијске игре слао своје представнике редовно од 1996. па до 2008, када му је бирократском грешком ускраћено учествовање.. Стицајем околности закаснили су да се пријаве на игре у Пекингу, тако да нису успели да учествују спортисти који су предвиђени да се појаве на играма. Поново је учествовао 2012. у Лондон, када се у његовој делегацију први пут нашла и једна жена.
На Зимске олимпијске игре Брунеј никада није слао своје представнике. Представници Брунеја, закључно са Олимпијским играма одржаним 2012. у Пекингу, нису освојили ниједну олимпијску медаљу. Спортисти из Брунеја никада нису успели да се квалификују на олимпијске игре.
Национални олимпијски комитет Брунеја (Brunei Darussalam National Olympic Council) је основан 1984, а признат од стране Међународног олимпијског комитета исте године.

## Медаље

### Учешће и освојене медаље на ЛОИ
| Учешће и освојене медаље Брунеја на ЛОИ |                                                                                          |                                                                                          |                                                                                          |                                                                                          |                                                                                          |                                                                                          |                                                                                          |                                                                                          |                                                                                          |                                                                                          |
| ЛОИ                                     | Носилац заставе                                                                          | Учешће                                                                                   | Муш.                                                                                     | Жене                                                                                     | спорт.                                                                                   | Злато                                                                                    | Сребро                                                                                   | Бронза                                                                                   | Укупно                                                                                   | Пласман                                                                                  |
| 1988. Сеул                              | Брунеј учествовао за званичним лицем без спортиста                                       | Брунеј учествовао за званичним лицем без спортиста                                       | Брунеј учествовао за званичним лицем без спортиста                                       | Брунеј учествовао за званичним лицем без спортиста                                       | Брунеј учествовао за званичним лицем без спортиста                                       | Брунеј учествовао за званичним лицем без спортиста                                       | Брунеј учествовао за званичним лицем без спортиста                                       | Брунеј учествовао за званичним лицем без спортиста                                       | Брунеј учествовао за званичним лицем без спортиста                                       | Брунеј учествовао за званичним лицем без спортиста                                       |
| 1992. Барселона                         | Брунеј није учествовао                                                                   | Брунеј није учествовао                                                                   | Брунеј није учествовао                                                                   | Брунеј није учествовао                                                                   | Брунеј није учествовао                                                                   | Брунеј није учествовао                                                                   | Брунеј није учествовао                                                                   | Брунеј није учествовао                                                                   | Брунеј није учествовао                                                                   | Брунеј није учествовао                                                                   |
| 1996. Атланта                           | Џефри Болкијах Абдул Хаким                                                               | 1                                                                                        | 1                                                                                        | 0                                                                                        | 1                                                                                        | 0                                                                                        | 0                                                                                        | 0                                                                                        | 0                                                                                        |                                                                                          |
| 2000. Сиднеј                            | Haseri Asli                                                                              | 2                                                                                        | 2                                                                                        | 0                                                                                        | 2                                                                                        | 0                                                                                        | 0                                                                                        | 0                                                                                        | 0                                                                                        |                                                                                          |
| 2004. Атина                             | Jimmy Anak Ahar                                                                          | 1                                                                                        | 1                                                                                        | 0                                                                                        | 1                                                                                        | 0                                                                                        | 0                                                                                        | 0                                                                                        | 0                                                                                        |                                                                                          |
| 2008. Пекинг                            | Брунеј није учествовао, због грешке своје администрације, која је касно послала пријаву. | Брунеј није учествовао, због грешке своје администрације, која је касно послала пријаву. | Брунеј није учествовао, због грешке своје администрације, која је касно послала пријаву. | Брунеј није учествовао, због грешке своје администрације, која је касно послала пријаву. | Брунеј није учествовао, због грешке своје администрације, која је касно послала пријаву. | Брунеј није учествовао, због грешке своје администрације, која је касно послала пријаву. | Брунеј није учествовао, због грешке своје администрације, која је касно послала пријаву. | Брунеј није учествовао, због грешке своје администрације, која је касно послала пријаву. | Брунеј није учествовао, због грешке своје администрације, која је касно послала пријаву. | Брунеј није учествовао, због грешке своје администрације, која је касно послала пријаву. |
| 2012. Лондон                            | Мазиах Махусин                                                                           | 3                                                                                        | 2                                                                                        | 1                                                                                        | 2                                                                                        | 0                                                                                        | 0                                                                                        | 0                                                                                        | 0                                                                                        |                                                                                          |
| 2016. Рио де Жанеиро                    |                                                                                          |                                                                                          |                                                                                          |                                                                                          |                                                                                          |                                                                                          |                                                                                          |                                                                                          |                                                                                          |                                                                                          |
| 2020. Токио                             |                                                                                          |                                                                                          |                                                                                          |                                                                                          |                                                                                          |                                                                                          |                                                                                          |                                                                                          |                                                                                          |                                                                                          |
| 2024. Париз                             |                                                                                          |                                                                                          |                                                                                          |                                                                                          |                                                                                          |                                                                                          |                                                                                          |                                                                                          |                                                                                          |                                                                                          |
| 2028. Лос Анђелес                       | предстојећи догађај                                                                      |                                                                                          |                                                                                          |                                                                                          |                                                                                          |                                                                                          |                                                                                          |                                                                                          |                                                                                          |                                                                                          |
| 2032. Бризбејн                          | предстојећи догађај                                                                      |                                                                                          |                                                                                          |                                                                                          |                                                                                          |                                                                                          |                                                                                          |                                                                                          |                                                                                          |                                                                                          |
| Укупно 4/7                              |                                                                                          | 7                                                                                        | 6                                                                                        | 1                                                                                        |                                                                                          | 0                                                                                        | 0                                                                                        | 0                                                                                        | 0                                                                                        |                                                                                          |

### Преглед учешћа спортиста и освојених медаља Брунеја по спортовима на ЛОИ
Стање после ЛОИ 2012.
| Спорт      | Период | Период   | Укупно | Мушки | Жене |   |   |   |   |
| Спорт      | Прво   | Последње | Укупно | Мушки | Жене |   |   |   |   |
| ---------- | ------ | -------- | ------ | ----- | ---- | - | - | - | - |
| Атлетика   | 2000   | 2012     | 4      | 3     | 1    | 0 | 0 | 0 | 0 |
| Пливање    | 2012   | 2012.    | 1      | 1     | 0    | 0 | 0 | 0 | 0 |
| Стрељаштво | 1996   | 2000     | 1      | 1     | 0    | 0 | 0 | 0 | 0 |
| Укупно (3) |        |          | 6      | 5     | 1    | 0 | 0 | 0 | 0 |

Разлика у горње две табеле од 1 мушког учесника настала је у овој табели јер је сваки спортиста без обриза колико је пута учествовао на играма и у колико разних дисциплина и спортова на истим играма рачунат само једном.

## Занимљивости
- Најмлађи учесник: Андерсон Лим, 16 година и 307 дана Лондон 2012. пливање
- Најстарији учесник: принц Џефри Болкијах Абдул Хаким, 27 година и 102 дана Атина 2000. стрељаштво
- Највише учешћа: принц Џефри Болкијах Абдул Хаким, 2 учешћа (1996, 2000)
- Највише медаља: —
- Прва медаља: —
- Прво злато: —
- Најбољи пласман на ЛОИ: —
- Најбољи пласман на ЗОИ: —